# Неестествена история
„Неестествена история“ (на английски: Unnatural History) е американски анимационен филм от поредицата „Весели мелодии“, създаден през 1959 г.

## Сюжет
Внимание:  Текстът по-долу разкрива сюжета на произведението (или части от него)!
Дали животните са хора? Или точно обратното... Този въпрос задава Професор Бийст Лий появявайки се на сцената на театъра, за да изнесе лекция относно придадените човешки черти на анимационните герои от животински произход. Като...
- Целуващи се морски свинчета.
- Заека, изпратен в космоса и завърнал се с извънземна съпруга и деца.
- Орангутана, който дълбае дупка на тавана на своята клетка, за да се сдобие с хладилник, пълен с храна.
- Бобъра, който „проклина“ реката.
- Хрътката, която използва модерни технологии, за да предсказва времето.
- Мишката, която плаши слона, но изпада в ужас от малкото слонче.
- Кокошката, която снася купчина яйца, за да дразни друга кокошка.

## В ролите
Всички персонажи във филма са озвучени с гласа на Мел Бланк, с изключение на Професор Бийст Лий, който е озвучен с гласа на Ед Прентис.